# Kabinett Monti
Das Kabinett Monti regierte Italien vom 16. November 2011 bis zum 28. April 2013; davor regierte das Kabinett Berlusconi IV. Alle Minister des Kabinetts Monti waren parteilos. Mario Monti trat Ende Dezember 2012 zurück. Staatspräsident Giorgio Napolitano beauftragte ihn, bis zur Bildung einer neuen Regierung nach vorgezogenen Neuwahlen geschäftsführend im Amt zu bleiben. Am 28. April 2013 übernahm Enrico Letta mit seinem Kabinett die Regierungsgeschäfte. Annamaria Cancellieri und Enzo Moavero Milanesi gehörten als einzige Minister des Kabinetts Monti auch der neuen Regierung an.

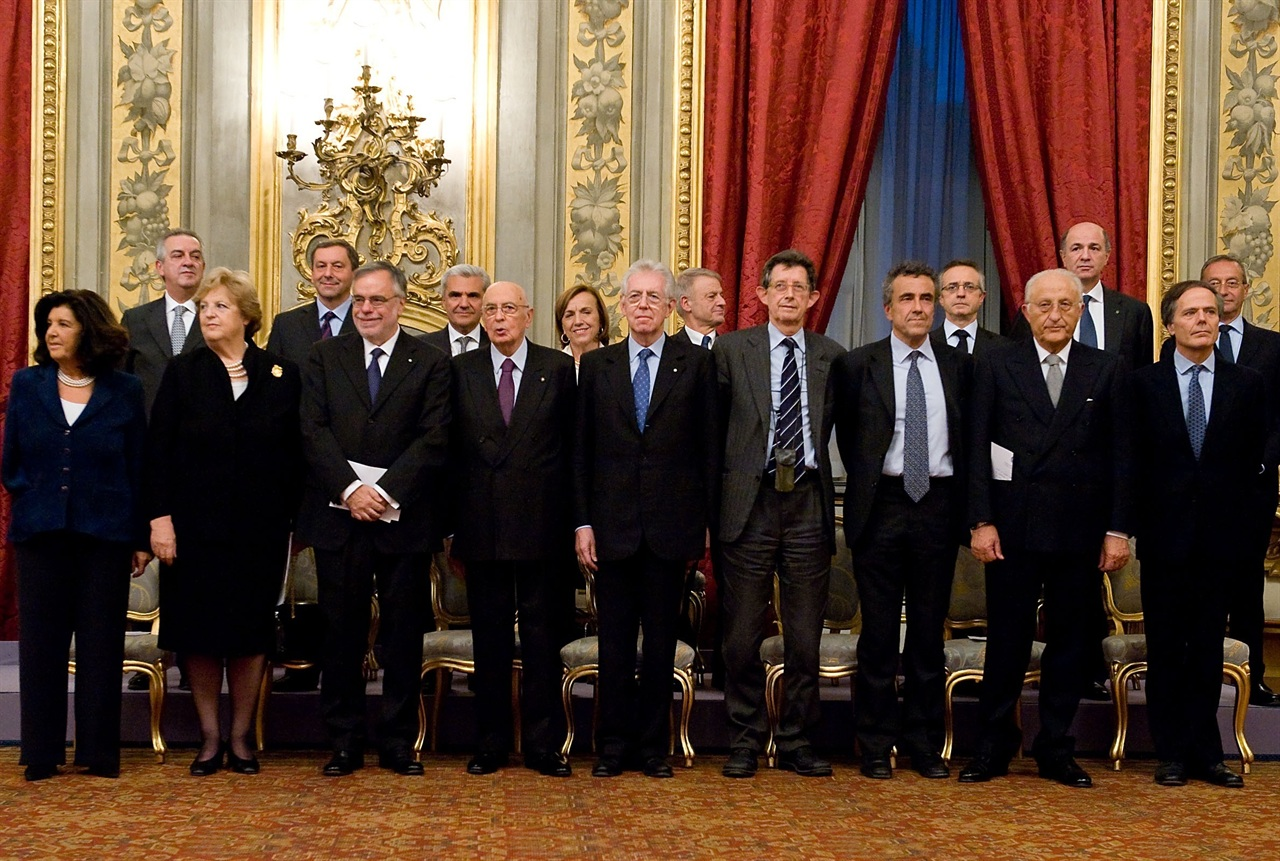
Kabinett Monti mit Staatspräsident Napolitano am 16. November 2016 im Quirinalspalast

## Regierungschef (Präsident des Ministerrats)
| Amt oder Ressort           | Bild | Name        |
| -------------------------- | ---- | ----------- |
| Präsident des Ministerrats |      | Mario Monti |

## Sekretär des Ministerrats
| Amt oder Ressort          | Bild | Name              |
| ------------------------- | ---- | ----------------- |
| Sekretär des Ministerrats |      | Antonio Catricalà |

| Amt                                                    | Bild | Minister                                                                        | Vizeminister                                         | Staatssekretäre                                     |
| ------------------------------------------------------ | ---- | ------------------------------------------------------------------------------- | ---------------------------------------------------- | --------------------------------------------------- |
| Ministerien                                            |      |                                                                                 |                                                      |                                                     |
| Auswärtige Angelegenheiten                             |      | Giulio Terzi di Sant’Agata (bis 26. März 2013) Mario Monti (seit 26. März 2013) | Marta Dassù, Staffan De Mistura (seit 26. März 2013) | Marta Dassù, Staffan De Mistura (bis 26. März 2013) |
| Inneres                                                |      | Annamaria Cancellieri                                                           |                                                      | Carlo De Stefano, Giovanni Ferrara, Saverio Ruperto |
| Justiz                                                 |      | Paola Severino                                                                  |                                                      | Andrea Zoppini, Salvatore Mazzamuto                 |
| Wirtschaft und Finanzen                                |      | Mario Monti (bis 11. Juli 2012) Vittorio Grilli (seit 11. Juli 2012)            |                                                      | Vieri Ceriani, Gianfranco Polillo                   |
| Verteidigung                                           |      | Giampaolo Di Paola                                                              |                                                      | Filippo Milone, Gianluigi Magri                     |
| Arbeit, Soziales und Gleichberechtigung                |      | Elsa Fornero                                                                    | Michel Martone                                       | Cecilia Guerra                                      |
| Gesundheit                                             |      | Renato Balduzzi                                                                 |                                                      | Adelfio Elio Cardinale                              |
| Infrastruktur, Verkehr und wirtschaftliche Entwicklung |      | Corrado Passera                                                                 | Mario Ciaccia                                        | Claudio De Vincenti, Massimo Vari, Guido Improta    |
| Bildung und Forschung                                  |      | Francesco Profumo                                                               |                                                      | Elena Ugolini, Marco Rossi Doria                    |
| Umwelt, Landschafts- und Meeresschutz                  |      | Corrado Clini                                                                   |                                                      | Tullio Fanelli                                      |
| Land- und Forstwirtschaft                              |      | Mario Catania                                                                   |                                                      | Franco Braga                                        |
| Kultur                                                 |      | Lorenzo Ornaghi                                                                 |                                                      | Roberto Cecchi                                      |
| Minister ohne Geschäftsbereich                         |      |                                                                                 |                                                      |                                                     |
| Europapolitik                                          |      | Enzo Moavero Milanesi                                                           |                                                      |                                                     |
| Beziehungen zum Parlament                              |      | Dino Piero Giarda                                                               |                                                      | Giampaolo D’Andrea, Antonio Malaschini              |
| Regionale Angelegenheiten                              |      | Fabrizio Barca                                                                  |                                                      |                                                     |
| Nationale und Internationale Zusammenarbeit (Soziales) |      | Andrea Riccardi                                                                 |                                                      |                                                     |
| Tourismus und Sport                                    |      | Piero Gnudi                                                                     |                                                      |                                                     |
| Verwaltungsreform                                      |      | Filippo Patroni Griffi                                                          |                                                      |                                                     |